# Buynaksk
Huyện Buynaksk (tiếng Nga: Буйнакск райо́н) là một huyện hành chính tự quản (raion), của Dagestan, Nga. Huyện có diện tích 8 km². Trung tâm của huyện đóng ở Buynaksk.